# 아름다운 이 아침 김창완입니다
《아름다운 이 아침 김창완입니다》는 김창완이 진행했던 SBS 파워FM(수도권 기준 FM 107.7㎒)에서 방송되고 있는 라디오 프로그램이며 1996년 11월 14일에 SBS 파워FM이 개국하면서 방송되고 있는 프로그램이었다. 김창완은 2010년 10월에 방송 10주년을 맞아 The voice of SBS(SBS 라디오DJ 10주년 상)을 받았다. 이 프로그램을 줄여서 아침창 이라고도 한다.

## 역대 진행자
| 역대 (대수) | 진행자 | 기간                               | 비고                                                                                             |
| ----------- | ------ | ---------------------------------- | ------------------------------------------------------------------------------------------------ |
| 초대        | 김미숙 | 1996년 11월 14일 ~ 2000년 10월 1일 |                                                                                                  |
| 2대         | 김창완 | 2000년 10월 2일 ~ 2024년 3월 17일  | 10주년 맞아 Voice of SBS 상을 수상(2010. 10. 2) 2010 SBS 연예대상 라디오DJ상 수상 (2010. 12. 30) |

## 코너

### 매일 코너
- 사연과 신청곡
- 나 어떡해!!
- 사랑, 아직 끝나지 않았다
- 부탁해요 DJ

### 요일별 코너
- 월요일 - 바버렛츠의 즐거운 음악 생활
- 화요일 - 프로젝트 X
- 수요일 - 꽃다방 김마담
- 목요일 - 짱구는 못말려[1]
- 금요일 - 임희윤 기자의 제목없음
- 토요일 - 노래,달다!, 사연 예약 서비스
- 일요일 - Dear.엉클 창, 사연 예약 서비스

#### 이전 코너
- 오왠의 오늘은 왠지
- 적재의 튕기는 남자
- 선곡이 우리에게 미치는 영향
- 맛있는 아침
- 김작가의 선택
- 주제 it 수다
- 유발이의 아침
- 이진아의 '월요일은 니나노~'

## 수상 목록
- 2022년 제49회 한국방송대상 연예오락 라디오부문 작품상

## 일부 지역 자체 방송
다음 지역민방 프로그램은 아침 9시에 방송된다. 단 KNN 파워FM, KNN 러브FM, ubc Green FM, G1 Fresh FM은 아름다운 이 아침 김창완입니다 대신 자체프로그램을 내보내고, JIBS New Power FM은 아름다운 이 아침 김창완입니다 대신 평일 자체프로그램을 내보낸다. 그러나 TBC Dream FM, kbc My FM, TJB POWER FM, JTV MAGIC FM, CJB JOY FM은 아름다운 이 아침 김창완입니다를 자체편성없이 그대로 내보낸다.
| 프로그램                                 | 지역                | 방송국 | 방송 채널             | 진행자 |
| ---------------------------------------- | ------------------- | ------ | --------------------- | ------ |
| 김아라의 생생 라디오(매일 9:00~10:50)    | 부산광역시·경상남도 | KNN    | KNN 파워FM KNN 러브FM | 김아라 |
| KNN 웰빙라이프 (매일 10:50~11:00)        | 부산광역시·경상남도 | KNN    | KNN 파워FM KNN 러브FM |        |
| 전선민의 유쾌한 데이트(월~토 9:00~11:00) | 울산광역시          | ubc    | ubc Green FM          | 전선민 |
| 문지영의 라디오스타(일 9:00~11:00)       | 울산광역시          | ubc    | ubc Green FM          | 문지영 |
| 강민주의 예감 좋은 날                    | 강원특별자치도      | G1방송 | G1 Fresh FM           | 강민주 |
| 김민경의 NOW JEJU(월~금 9:00~11:00)      | 제주특별자치도      | JIBS   | JIBS New Power FM     | 김민경 |